# قوائم المعارك
هذه قائمة تحتوي قوائم المعارك على روابط لمجموعات مقالات عن المعارك. قد يتم تنظيمها حسب العصر، أو النزاع، أو من خلال المشاركين أو الموقع، أو حسب عدد القتلى. راجع تصنيف:معارك للحصول على قائمة كاملة بالمقالات حول المعارك.

## المعارك حسب التاريخ
- قوائم متسلسلة زمنياً للمعارك:
  - قائمة المعارك قبل 301
  - قائمة المعارك 301-1300
  - قائمة المعارك 1301–1600
  - قائمة المعارك 1601-1800
  - قائمة المعارك 1801-1900
  - قائمة المعارك 1901-2000
  - قائمة معارك 2001-الوقت الحالي

## المعارك حسب المشاركين أو المواقع
- قائمة المعارك (جغرافيا), بمعنى آخر، حسب الدولة:
  - قائمة المعارك الرومانية w:List of Roman battles
- قائمة المعارك الصينيةw:List of Chinese battles
- قائمة المعارك الإسلامية التي حدثت خلال رمضان
- قائمة نزاعات شمال أفريقيا الحديثة
- نزاعات القرن الأفريقي
- قائمة نزاعات الشرق الأوسط الحديثة
- النزاعات في آسيا
- قائمة المعارك الكوريةw:List of Korean battles
- قائمة المعارك اليابانية w:List of Japanese battles
- قائمة المعارك البحرية w:List of naval battles
- قائمة معارك الحرب الأهلية الأمريكية w:List of American Civil War battles
- قائمة المعارك السويدية w:List of Swedish battles
- المعارك الأمريكية الأشد فتكا w:Most lethal American battles
- المعارك الأشد فتكا قي تاريخ العالم w:Most lethal battles in world history
- المعارك ذات الأهمية التاريخية الكبيرة التي أدت إلى غزو أوروبا w:Battles of macrohistorical importance involving invasions of Europe

## معارك حسب مدة الصراع
- قائمة معارك الحرب المئة سنة w:List of Hundred Years' War battles
- قائمة معارك الحرب الثورية الأمريكية w:List of American Revolutionary War battles
- قائمة المعارك النابليونية
- قائمة معارك الحرب الأهلية الأمريكية w:List of American Civil War battles
- قائمة معارك الحرب العالمية الأولى
- قائمة معارك الحرب العالمية الثانية

## مواقع خارجية ومراجع
- World History Database, Listing of Battles Index of World battles.
- Elton, Hugh and Christos Nüssli, Imperial Battle Map Index. An Online Encyclopedia of Roman Emperors.
- Radford, Robert, Great Historical Battles. An extensive list of important battles and influential leaders, from -490 BC to present times.
- Wikisource:Great Battles of Bulgaria